# Mjøndalen
Der Ort Mjøndalen war der Sitz der Verwaltung der ehemaligen Gemeinde Nedre Eiker in der Provinz Buskerud. Nun gehört der Ort zur Kommune Drammen. Er liegt etwa elf Kilometer westlich der Stadt Drammen auf der Südseite des Flusses Drammenselva und bildet einen Teil des Tettsted Drammen. Mjøndalen hat circa 8000 Einwohner.

## Geschichte
Der Name kommt von dem altnordischen Wort Mylnudalr, das von Mylna (Mühle) und dal (Tal) abgeleitet ist.

## Wirtschaft und Verkehr
Mjøndalens Wirtschaft gründet sich auf mehrere Industriezweige, die wichtigsten darunter sind die Holzveredelung, Möbel- und Holzwaren, die Papierindustrie sowie die Textil- und Bekleidungsindustrie.
Die Europastraße 134 verbindet Drammen mit Mjøndalen und führt weiter bis an die Westküste nach Haugesund. Die Brücke Mjøndalsbrua verbindet Mjøndalen mit dem Ort Krokstadelva auf der gegenüberliegenden Seite des Drammenelva. Des Weiteren verfügt Mjøndalen über einen Anschluss an die Randsfjordbane.

## Kultur und Sport
Der Dichter Herman Wildenvey wuchs auf dem Hof Portåsen in Mjøndalen auf. Eine Statue von ihm, angefertigt von Ørnulf Bast, ziert den Stadtpark.
Mjøndalen beheimatet den Fußballverein Mjøndalen IF, der 1933, 1934 und 1937 norwegischer Pokalsieger wurde.

## Persönlichkeiten
- Sverre Nordby (1910–1978), Fußballspieler
- Lars Korvald (1916–2006), Politiker
- Todd Terje (* 1981), DJ und Songwriter

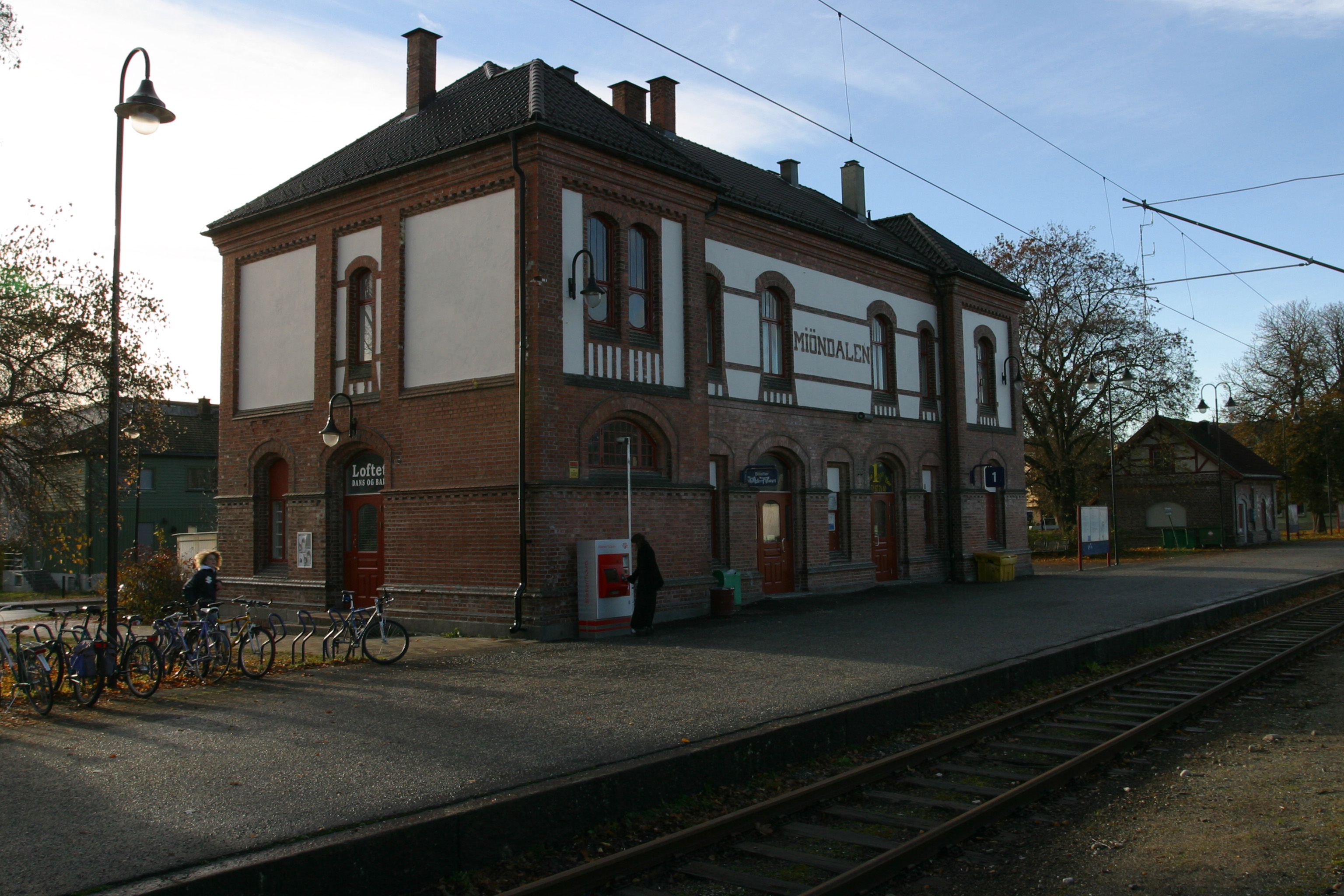
Bahnhof Mjøndalen
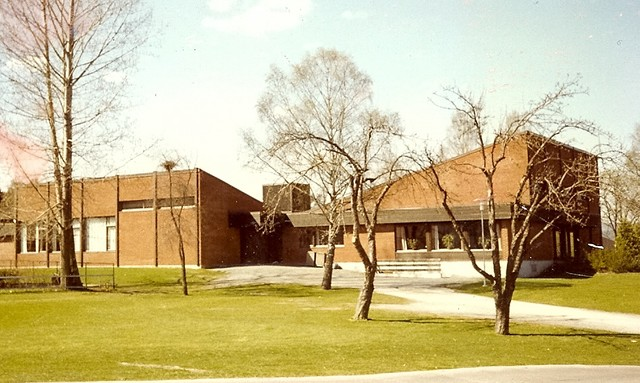
Mjøndalen Kirche
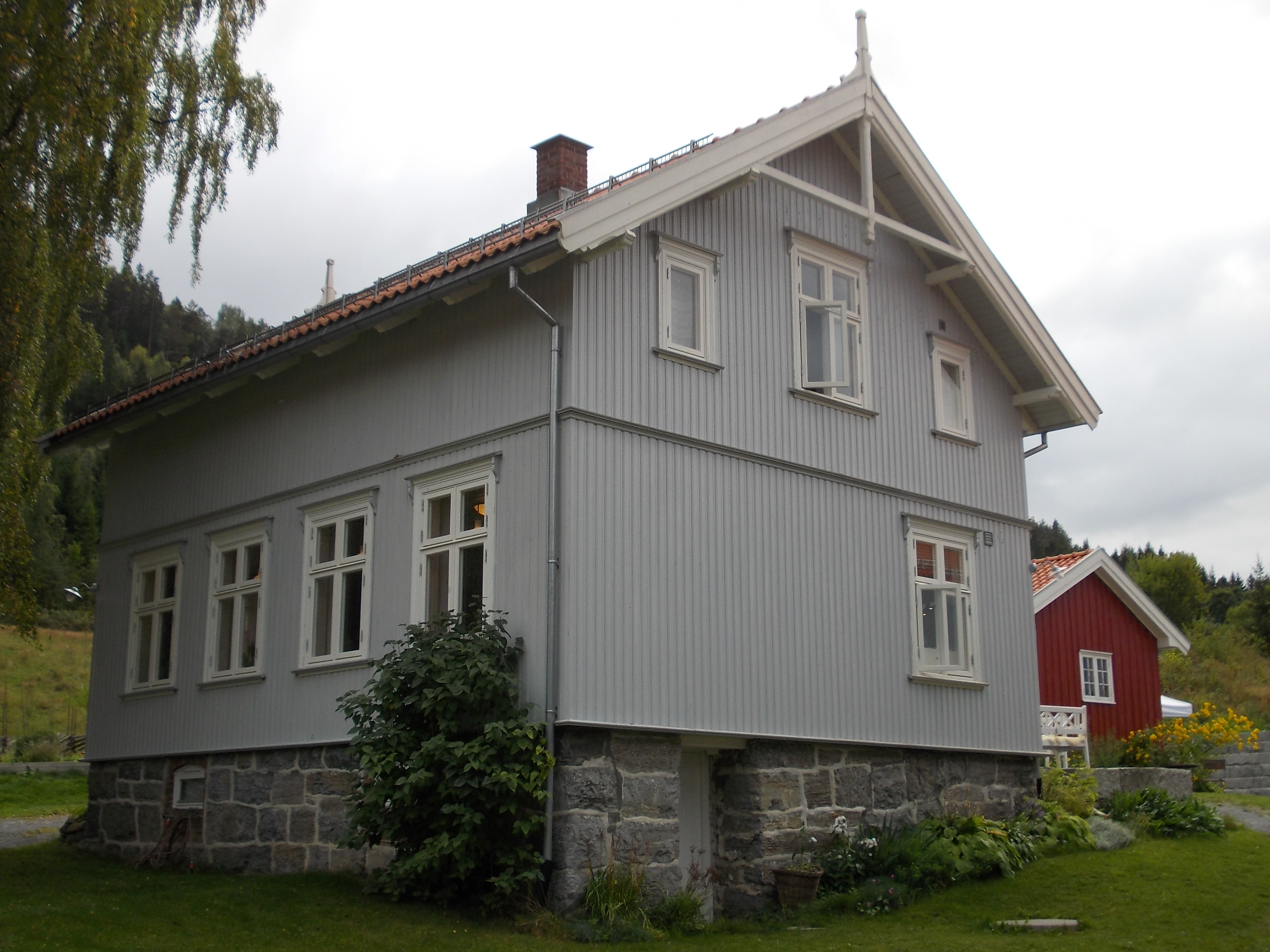
Hof Portåsen